# Patreliura capys
Patreliura capys là một loài bướm đêm thuộc phân họ Arctiinae, họ Erebidae.